# Omobranchus meniscus
Omobranchus meniscus és una espècie de peix de la família dels blènnids i de l'ordre dels perciformes.

## Morfologia
- Els mascles poden assolir 6 cm de longitud total.[3][4]

## Reproducció
És ovípar.

## Hàbitat
És un peix de clima tropical.

## Distribució geogràfica
Es troba a Tailàndia i Singapur.